# Branzi
Branzi je komuna (obec) v provincii Bergamo v italském regionu Lombardie, která se nachází asi 80 kilometrů severovýchodně od Milána a asi 35 kilometrů severně od Bergama.
Branzi sousedí s následujícími obcemi: Ardesio, Carona, Isola di Fondra, Piazzatorre, Roncobello, Valgoglio, Valleve.